# Márcio Almeida de Oliveira
Márcio Almeida de Oliveira, mais conhecido como Marcinho, (Rio de Janeiro, 16 de maio de 1996), é um futebolista brasileiro que atua como lateral-direito. Atualmente joga pelo Criciúma.
Marcinho é sobrinho dos treinadores de futebol Waldemar e Oswaldo de Oliveira.

## Carreira

### Inicio
Marcinho começou sua carreira de futebolista nas bases do Flamengo, mas foi contratado pelo rival do time, o Botafogo. Marcinho atuava como meio-campista na base, mas começou a jogar na lateral-direita, quando subiu pros profissionais.

### Botafogo
Em 2016, ele foi promovido para a equipe profissional. No dia 2 de fevereiro de 2016, ele fez sua estreia em uma vitória por 2 a 1 contra o Portuguesa-RJ.
Marcinho não pôde jogar durante a maior parte da temporada de 2017 devido a uma lesão. No início da temporada de 2018, ele se tornou o titular do time após a nomeação de Alberto Valentim. Conquistou o Campeonato Carioca de 2018 e marcou durante a disputa de pênaltis na final contra o Vasco da Gama. Em 10 de abril de 2018, o contrato foi renovado até o final de 2020. No final de dezembro de 2020, não renovou com o Botafogo e saiu de graça.

### Athletico Paranaense
Em 28 de Março de 2021, Marcinho foi anunciado como jogador do Athletico Paranaense, gerando muitas críticas por parte dos torcedores.

## Controvérsias

### Atropelamento
Em 30 de dezembro de 2020, Marcinho virou suspeito de um atropelamento de casal que resultou em duas mortes, na Avenida Sernambetiba.
Os professores Maria Cristina José Soares e Alexandre Silva de Lima atravessavam a Avenida Sernambetiba, na altura do número 17.170, quando foram atingidos por um carro, modelo Mini Cooper. O motorista fugiu sem prestar socorro. Alexandre morreu na hora e a mulher foi operada e foi internada no hospital Lourenço Jorge, na Barra da Tijuca, vindo a falecer no dia 5 de Janeiro de 2021.
Segundo as investigações, o carro foi abandonado cerca de 600 metros do local do acidente. A polícia não encontrou testemunhas que pudessem ajudar a entender melhor como ocorreu o choque. A Polícia Civil soube que o carro está no nome da empresa do pai de Marcinho.
Em 19 de abril de 2023, Marcinho foi condenado a três anos e seis meses em regime aberto pelo Tribunal de Justiça do Rio de Janeiro (TJ-RJ) por morte de um casal de professores no Recreio, no mesmo estado, em dezembro de 2020.

## Estatísticas
Atualizado até 22 de agosto de 2021.

### Clubes
| Clube                | Temporada         | Campeonato nacional | Campeonato nacional | Campeonato nacional | Copa nacional[a] | Copa nacional[a] | Copa nacional[a] | Competições continentais[b] | Competições continentais[b] | Competições continentais[b] | Outros torneios[c] | Outros torneios[c] | Outros torneios[c] | Total | Total | Total   |
| Clube                | Temporada         | Jogos               | Gols                | Assist.             | Jogos            | Gols             | Assist.          | Jogos                       | Gols                        | Assist.                     | Jogos              | Gols               | Assist.            | Jogos | Gols  | Assist. |
| -------------------- | ----------------- | ------------------- | ------------------- | ------------------- | ---------------- | ---------------- | ---------------- | --------------------------- | --------------------------- | --------------------------- | ------------------ | ------------------ | ------------------ | ----- | ----- | ------- |
| Botafogo             | 2016              | 0                   | 0                   | 0                   | 1                | 0                | 0                | —                           | —                           | —                           | 3                  | 0                  | 0                  | 4     | 0     | 0       |
| Botafogo             | 2017              | —                   | —                   | —                   | —                | —                | —                | 0                           | 0                           | 0                           | 9                  | 0                  | 0                  | 9     | 0     | 0       |
| Botafogo             | 2018              | 32                  | 1                   | 4                   | 0                | 0                | 0                | 5                           | 0                           | 0                           | 11                 | 0                  | 0                  | 48    | 1     | 4       |
| Botafogo             | 2019              | 25                  | 1                   | 4                   | 4                | 0                | 0                | 4                           | 0                           | 0                           | 9                  | 0                  | 1                  | 42    | 1     | 5       |
| Botafogo             | 2020              | 4                   | 0                   | 1                   | —                | —                | —                | —                           | —                           | —                           | —                  | —                  | —                  | 4     | 0     | 1       |
| Botafogo             | Total             | 59                  | 2                   | 9                   | 5                | 0                | 0                | 9                           | 0                           | 0                           | 32                 | 0                  | 1                  | 107   | 2     | 10      |
| Athletico Paranaense | 2021              | 13                  | 0                   | 4                   | 5                | 0                | 2                | 6                           | 0                           | 0                           | 4                  | 0                  | 1                  | 28    | 0     | 7       |
| Athletico Paranaense | Total             | 13                  | 0                   | 4                   | 5                | 0                | 2                | 6                           | 0                           | 0                           | 4                  | 0                  | 1                  | 28    | 0     | 7       |
| Total na carreira    | Total na carreira | 72                  | 2                   | 0                   | 10               | 0                | 0                | 15                          | 0                           | 0                           | 36                 | 0                  | 2                  | 135   | 2     | 17      |

- a. ^ Jogos da Copa do Brasil
- b. ^ Jogos da Copa Libertadores da América
- c. ^ Jogos do Campeonato Carioca e Campeonato Paranaense

## Títulos
Botafogo
- Campeonato Carioca: 2018

Athletico Paranaense
- Copa Sul-Americana: 2021[14]